# Deuxième circonscription de Yirga Chefe
La deuxième circonscription de Yirga Chefe est une des 121 circonscriptions législatives de l'État fédéré des nations, nationalités et peuples du Sud, elle se situe dans la Zone Gedeo. Son représentant actuel est Mazengiya Ayeto Beyene.